# Joanna Koerten

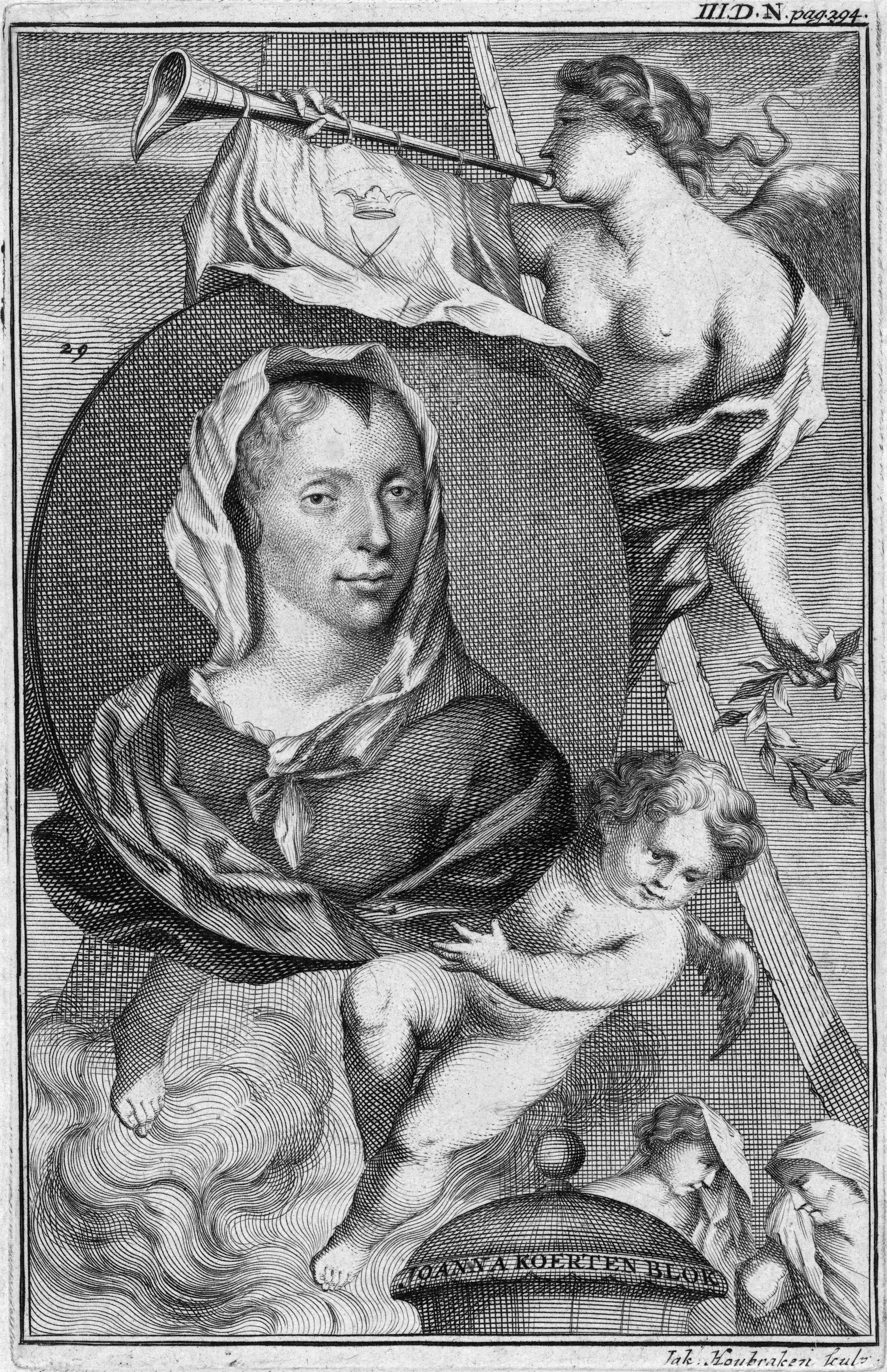
Porträt der Joanna Koerten von Jacobus Houbraken, nach einem Gemälde von David van der Plaas

Joanna Koerten, verheiratete Joanna Block, auch Johanna (* 17. November 1650 in Amsterdam; † 28. Dezember 1715 ebenda) war eine niederländische Künstlerin, die sich in Malerei, Zeichnung, Stickerei, Glasätzen und Wachsmodellierung auszeichnete. Berühmtheit erlangte sie aber vor allem durch ihre Scherenschnitte. In diesem Medium schuf sie Landschaften, Seestücke, Blumen, Porträts und religiöse Szenen. Zu ihren Kunden gehörten Peter der Große von Russland, Friedrich III. Kurfürst von Brandenburg, Johan de Witt und Wilhelm III. von England.

## Leben
Koerten war die Tochter von Jan Koerten (1622–1651), einem baptistischen Tuchhändler, und seiner Frau Ytje Cardinaels († vor dem 25. Oktober 1691). Ihr Vater starb, als sie ein Jahr alt war. Ihre Mutter heiratete 1659 erneut, Rosijn Zacharias, ebenfalls ein Tuchhändler. Joanna heiratete erst 1691 im Alter von 41 Jahren, nachdem ihre Mutter und ihr Stiefvater gestorben waren. Ihr Ehemann war Adrian Block (oder Blok), der genau wie ihr Vater und Stiefvater Tuchhändler war. Block war Mennonit. Das Paar hatte keine Kinder.
Koerten soll von klein auf an mehr Interesse daran gezeigt haben, ihre belebte und unbelebte Umgebung zu zeichnen, als sich an anderen Kinderspielen zu beteiligen.
Sie erlangte Bekanntheit als Künstlerin und hatte ihr Atelier und ihre Galerie im Geschäft ihres Mannes am Nieuwendijk 137 in Amsterdam. Peter der Große ehrte sie 1697 mit einem Besuch in Begleitung von Bürgermeister Witsen. Laut Houbraken konnte sie mit einem Diamanten Szenen auf Glas schnitzen, Seidenkreationen sticken und weben, Wachs gießen, klöppeln und aquarellieren. Nach dem Niederländischen Institut für Kunstgeschichte war sie als Scherenschnittkünstlerin und Zeichnerin bekannt. Joanna Koerten starb am 28. Dezember 1715 im Alter von 65 Jahren und ist in der Oudezijds-Kapelle in Amsterdam begraben.
Nach ihrem Tod war ihre Galerie weiterhin ein Ort des Interesses für Künstler und ein Besucherbuch, das von ihrem überlebenden Ehemann geführt wurde, zeigt die Namen vieler bemerkenswerter Künstler und Dichter als Besucher, sowohl zu ihren Lebzeiten als auch danach. Darunter sind die Künstler Gerard de Lairesse, Melchior Hondecoeter und Nicholas Verkolje; die Kalligraphen Jacob Gadelle und Mary Strick; und die Dichter David van Hoogstraten, John Brandt, Gesine Brit und Katharyne Lescailje.

## Stil

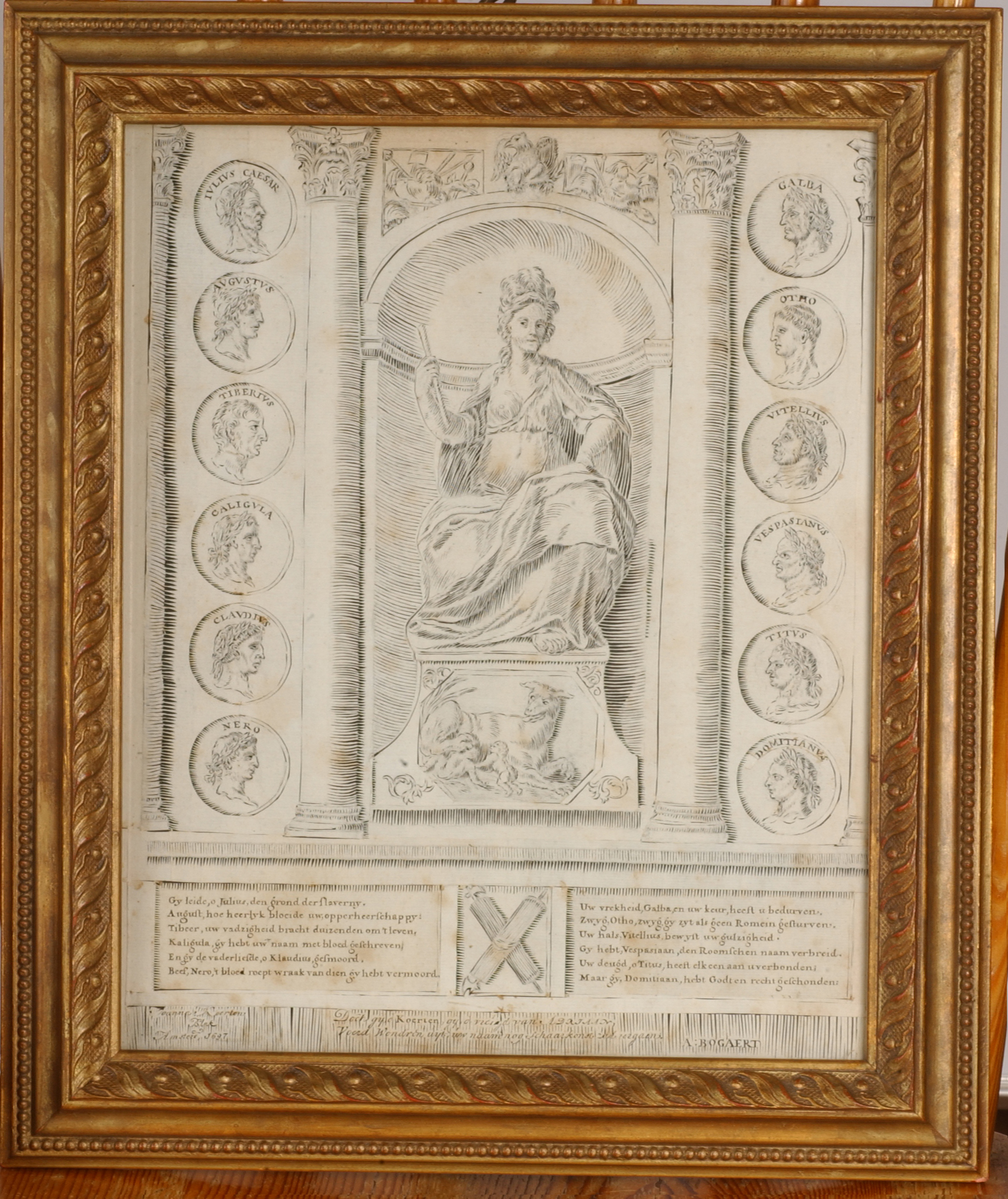

Koertens Scherenschnitte waren technisch äußerst aufwändig und von hoher Virtuosität. Sie verschaffte dem ansonsten nur als Bastelei in der Freizeit wohlhabender Frauen bekannten Scherenschnitt damit den Rang von Kunst. In einem Zitat aus dem Besucherbuch heißt es: „Das Papier verkehrte sich in ein Gemälde, das Auge wusste nicht, ob es eine Zeichnung oder ein Schneidewerk sah“.
Koertens Scherenschnitttechnik imitiert die Charakteristika von Ölmalerei und Bildhauerei in der Kunst des 17. Jahrhunderts. Sie konzentrierte sich darauf, die texturalen und perspektivischen Eigenschaften von Malerei zu erzeugen und gleichzeitig die monumentalen Eigenschaften der Skulptur zu erreichen. Sie betonte die malerischen und illusionistischen Aspekte des Scherenschnitts, was sie zu einer innovativen Künstlerin ihrer Zeit machte, verglichen mit der typischen Scherenschnittkunst mit zarten verflochtenen und kalligrafischen Strängen. Sie verwendete eine Vielzahl von Schnitttechniken, um verschiedene Schattierungen und Hell-Dunkel-Übergänge wie in der Malerei zu erzeugen. In ihrem Porträt von Peter dem Großen (um 1697) stellt sie unterschiedliche Texturen und Kontraste dar, die sich im rauen Mauerwerk durch kleine Schlitze sowie in Peters Rüstung zeigen, die sich durch dunkle Keilschnitte vom weißen Papier abhebt. Bei Peters Hermelinumhang kommen scharfe, stachelförmige oder kurze gezackte sowie weiche Schnitte zum Einsatz. Koertens Porträt von Friedrich III. zeigt geschnittene Linien mit tiefer räumlicher Perspektive. Texturiertes Mauerwerk und schimmernde Stoffe werden in dieser Arbeit ebenso realisiert wie geschwungene Schnitte, die dem Aussehen von Haaren ähneln.

## Nachleben
Nur fünfzehn ihrer Werke haben sich erhalten. Weitere können aus Beschreibungen in alten Auktionslisten geschlossen werden. Beispiele ihrer Arbeit sind im Museum De Lakenhal (Leiden), in der Koninklijke Bibliotheek (Den Haag), im Museum von Kasteel Sypesteyn (Loosdrecht) und im Westfries Museum (Hoorn) zu sehen.
Judy Chicago widmete ihr eine Inschrift auf den dreieckigen Bodenfliesen des Heritage Floor ihrer 1974 bis 1979 entstandenen Installation The Dinner Party. Die fälschlicherweise mit dem Namen Joanna Koerton beschrifteten Porzellanfliesen sind dem Platz mit dem Gedeck für Artemisia Gentileschi  zugeordnet.